# Rjavče
Rjavče – wieś w Słowenii, w gminie Ilirska Bistrica. W 2018 roku liczyła 47 mieszkańców.